# Seznam norveških fizikov
Seznam norveških fizikov.

## B
- Kristian Birkeland
- Carl Anton Bjerknes
- Jacob Aall Bonnevie Bjerknes (1897-1975)
- Vilhelm Bjerknes

## G
- Ivar Giaever (1929-2025)  1973

## H
- Christopher Hansteen

## O
- Lars Onsager (1903-1976)  1968

## R
- Svein Rosseland (1894-1985) (astrofizik)

## S
- Sem Sæland
- Carl Størmer